# Fukushima United FC
Fukushima United FC (福島ユナイテッドFC Fukushima Yunaiteddo Efushī?) es un club de fútbol de Japón ubicado en la ciudad de Fukushima, en la prefectura homónima. Juega en la J3 League.

## Historia

### Primeros años (1977-2007)
FC Pelada Fukushima fue fundado en 1977 y Fukushima Dreams (福島夢集団) fue fundado en 2002 (desde 2004, Fukushima Dreams Junkers). Los dos clubes se fusionaron en 2006, y FC Pelada Fukushima se convirtió en el primer equipo y Fukushima Dreams Junkers se convirtió en el segundo.

### Fukushima United (2008-actualidad)
En 2008, FC Pelada Fukushima cambió su nombre por el de Fukushima United FC, por otra parte, Fukushima Dreams Junkers se independizó como FC Scheinen Fukushima. 
Disputaron la Japan Football League (JFL), la tercera categoría del sistema de ligas de fútbol japonés en 2013. A comienzos del año siguiente, pasaron a la flamante división formada, la J3 League, en la que permanecen actualmente.

## Uniforme
- Uniforme titular: Camiseta roja, pantalón negro, medias negras.
- Uniforme alternativo: Camiseta blanca, pantalón blanco, medias blancas.

| Titular | Alternativo |

## Jugadores

### Jugadores destacados
La siguiente lista recoge algunos de los futbolistas más destacados de la entidad.
| - Kazutaka Murase (2009-2011) - Jun Shimizu (2009-2014) - Junya Kuno (2010-2014) - Akihiro Noda (2013-2016) - Kei Uemura (2014-2016) - Junki Yokono (2015-) - Hirokazu Usami (2018-) - Hayate Take (2018-) - Kota Teramae (2018-) - Asahi Ishiwata (2019-) - Hiroto Yukie (2019-) - Hiroto Morooka (2019-) |

## Récord
| Año  | Div. | Eqs. | Pos. | Asistencia/P | Copa del Emperador |
| ---- | ---- | ---- | ---- | ------------ | ------------------ |
| 2013 | JFL  | 18   | 14   | 1.027        | Segunda ronda      |
| 2014 | J3   | 12   | 7    | 1.321        | Primera ronda      |
| 2015 | J3   | 13   | 7    | 1.289        | Primera ronda      |
| 2016 | J3   | 16   | 14   | 1.678        | Segunda ronda      |

Notas
- Eqs. = Número de equipos
- Pos. = Posición en liga
- Asistencia/P = Asistencia por partido

## Rivalidades
Derbi de Tohoku
El derbi de Tohoku considera a todos los enfrentamientos de los clubes de la región de Tohoku con excepción del derbi de Michinoku, es decir que en el participan el Vanraure Hachinohe, Grulla Morioka, Vegalta Sendai, Blaublitz Akita, Montedio Yamagata y Fukushima United. También existe un derbi de Tohoku en la JFL enfrentando al ReinMeer Aomori y el Sony Sendai.